# Agonopterix capreolella
Agonopterix capreolella là một loài bướm đêm thuộc họ Oecophoridae. Nó được tìm thấy ở hầu hết châu Âu, miền đông miền Cổ bắc và Cận Đông.
Sải cánh dài 15–19 mm. Con trưởng thành bay từ tháng 8 đến tháng 5.
Ấu trùng ăn Pimpinella saxifaga, Daucus carota và Sium latifolium.